# Константа на Фарадей
Константата на Фарадей, означавана със символа F, е кръстена на Майкъл Фарадей. Във физиката и химията тази константа представлява големината на електрическия заряд на 1 мол електрони. Зарядът на електрона е отрицателен, но  F  винаги е дефинирана да бъде положителна. Има приета стойност от 96 485,332 89(59) C/mol.
Тази константа има проста връзка с две други физически константи:
{\displaystyle F\,=\,eN_{A}}
където
NA е константата на Авогадро
е е зарядът на електрона
През 2019 г. предстои предефиниране на единиците и константата на Фарадей ще бъде точно 96 485,332 123 310 018 4 C/mol.